# ターネーション
『ターネーション』（英: Tarnation）は、2003年に製作されたアメリカ合衆国のドキュメンタリー映画。

## キャスト
- ジョナサン・カウエット
- レニー・ルブラン
- デヴィッド・サニン・バス
- ローズマリー・デイヴィス
- アドルフ・デイヴィス